# Районные газеты Тверской области
Районные газеты Тверской области — газеты, выпускающиеся в муниципальных районах Тверской области. Учредителями газет, в большинстве случаев, являются государственные и муниципальные организации. В газетах размещается информация о деятельности органов муниципальной власти, районные новости, литературные произведения местных авторов.
| Название              | Район                                                                               | Год основания | Прежние названия |
| --------------------- | ----------------------------------------------------------------------------------- | ------------- | --- |
| Андреапольские вести  | Андреапольский район                                                                | 1931          | Борьба за темпы (1931—1938) Сталинская жизнь (1938—1954) Знамя коммунизма (1954—1962) По пути Ильича (1965—1991) |
| Бежецкая жизнь        | Бежецкий район                                                                      | 1918          | Известия Бежецкого исполнительного комитета Совета крестьянских, рабочих и солдатских депутатов (1918—1919) Революционный стяг (1919) Известия Бежецкого Совета крестьянских, рабочих и красноармейских депутатов Тверской губернии (1919) Бежецкая жизнь (1919—1929) Знамя коммуны (1929—1963) Путь коммунизма (1963—1992) |
| Бежецкий вестник      | Бежецкий, Весьегонский, Краснохолмский, Молоковский, Сандовский и Сонковский районы | 1998          | |
| Бельская правда       | Бельский район                                                                      | 1918          | Известия Бельского Совета рабочих, крестьянских и красноармейских депутатов (1918) Известия Бельской коммуны Совета рабочих, крестьянских и красноармейских депутатов (1918—1919) Известия Бельской коммуны (1919—1920) Голос труда (1920—1921) Плуг и молот (1922—1930) Бельская коммуна (1930—1962) |
| Новая жизнь           | Бологовский район                                                                   | 1919          | Раскрепощенный пролетарий (1919—1921) Бюллетень Бологовского уездного исполнительного комитета Совета рабочих, крестьянских и красноармейских депутатов и Бологовского уездного комитета РКП(б) (1921) Ударник (1930—1931) Бологовский ударник (1931—1952) По ленинскому пути (1952—1962) Трудовой путь (1962—1963) |
| Весьегонская жизнь    | Весьегонский район                                                                  | 1918          | Известия Весьегонского Совета рабочих, крестьянских и красноармейских депутатов (1918) Колхозный призыв (1930—1940) Весьегонская правда (1949—1962) Ленинский завет (1963—1992) |
| Земля Вышневолоцкая   | Вышневолоцкий район                                                                 | 1999          | |
| Вышневолоцкая правда  | Вышневолоцкий район                                                                 | 1918          | Известия Вышневолоцкого Совета крестьянских и рабочих депутатов (1918) Известия Вышневолоцкого уездного Совдепа (до 1920) Известия Вышневолоцкого уездного комитета РКП (большевиков) и Совета рабочих, крестьянских и красноармейских депутатов (1920) Известия Вышневолоцкого уездного исполнительного комитета, уездного комитета Вышневолоцкой организации РКП(б) (1920—1922) Известия (1922) Наш край (1922—1929) За темпы (1930) Вышневолоцкий пролетарий (1930—1940) |
| Жарковский вестник    | Жарковский район                                                                    | 1946          | Заря (1946—1960) Красное знамя |
| Авангард              | Западнодвинский район                                                               | 1931          | Красная Двина (1931—1962) |
| Зубцовская жизнь      | Зубцовский район                                                                    | 1918          | Известия Зубцовского Совета рабочих, крестьянских и красноармейских депутатов (1918) Крестьянский голос Свободный пролетарий (1919) Красный льновод (1931—1952) Путь к коммунизму (1952—1962) Ленинский путь (1965—1992) |
| Ленинское знамя       | Калининский район                                                                   | 1936          | Колхозная газета (1936—1956) Приволжская правда (1956—1962) |
| Вперёд                | Калязинский район                                                                   | 1918          | Известия Калязинского Совета крестьянских и солдатских депутатов (1918—1919) Известия Калязинского уездного исполнительного комитета, уездного комитета РКП(б) и уездного отдела РОСТа (1919—1922) Знамя коммунизма (1962) |
| Кашинская газета      | Кашинский район                                                                     | 1918          | Известия Кашинского Совета рабочих, солдатских, красноармейских и крестьянских депутатов (1918) Кашинский пролетарий (1922—1925) Крестьянская жизнь (1925—1930) Большевистский сев (1930—1962) Ленинский завет |
| Сельский труженик     | Кесовогорский район                                                                 | 1931          | Колхозный клич (1931—1952) Колхозная правда (1952—1962) |
| Кимры сегодня         | Кимрский район                                                                      | 2003          | |
| Кимрский вестник      | Кимрский район                                                                      | 1918          | Известия Кимрского уездного Совета рабочих, крестьянских и красноармейских депутатов (1918—1919) Бюллетень Кимрского уездного исполнительного комитета Совета рабочих, крестьянских и красноармейских депутатов (1919) Кимрская жизнь (1925—1928) Коллективная жизнь (1928—1962) Городская жизнь (1962—1963) За коммунистический труд (1963—1992) |
| Заря                  | Конаковский район                                                                   | 1930          | За коллективизацию (1930—1931) Пятилетка (1931—1935) Конаковский ударник (1935—1952) Заря коммунизма (1952—1962) |
| Сельская новь         | Краснохолмский район                                                                | 1918          | Известия Краснохолмского исполнительного комитета Совета рабочих и крестьянских депутатов (1918) Известия Краснохолмского уездного исполнительного комитета Совета рабочих и крестьянских депутатов (1918—1919) Красный пахарь (1919—1921, 1932) Льновод-ударник (1932—1952) Социалистическое льноводство (1952—1960) Путь к коммунизму (1960—1962) |
| Знамя                 | Кувшиновский район                                                                  | 1930          | Социалистическая стройка (1930—1960) Знамя труда (1960—1962) |
| Лесной вестник        | Лесной район                                                                        | 1931          | Лесной колхозник (1931—1959) За коммунизм (1959—1962) Знамя Октября (1967—1992) |
| Наша жизнь            | Лихославльский район                                                                | 1929          | На колхозной стройке (1931—1937) Карельская правда (1937—1939, на русском и карельском языках) За коммунизм (до 1992) |
| Вести Максатихи       | Максатихинский район                                                                | 1930          | Призыв Ильича |
| Молоковский край      | Молоковский район                                                                   | 1931          | За колхозы (1931—1955) Ленинское знамя (1955—1962) Ленинская искра |
| Нелидовские известия  | Нелидовский район                                                                   | 1932          | Лесоруб и колхозник (1932—1936) Колхозная правда (1936—1949) Ленинский путь (1949—1962) Заря (1962—1963) Знамя коммунизма (1963—1992) |
| Дни Озерного          | пгт Озерный                                                                         | 1999          | |
| Наша жизнь            | Оленинский район                                                                    | 1931          | Путь Ленина (до 1992) |
| Селигер               | Осташковский район                                                                  | 1918          | Известия Осташковкого Совета рабочих, солдатских и крестьянских депутатов (1918) Осташковская правда (1918—1919) Красная волна (1919—1923) Путь Октября (1930—1962) Заря коммунизма (1962—1992) |
| Звезда                | Пеновский район                                                                     | 1931          | ? |
| Родная земля          | Рамешковский район                                                                  | 1930          | Колхозная стройка (1930—1960) Заря коммунизма (1960—1962) Коллективный труд |
| Ржевская правда       | Ржевский район                                                                      | 1917          | Известия Ржевского Совета (1917—1918) Ржевская коммуна (1918—1919) Красная коммуна (1919—1920) Ржевская правда (1920—1962) Рабочее слово (1962—1963) |
| Ржевская вестник      | Ржевский район                                                                      | 2006          | |
| Ржевская новости      | Ржевский район                                                                      | 1996          | |
| Сандовские вести      | Сандовский район                                                                    | 1930          | Большевистский сев (1930—1931) За коммунистический труд (1931—1932) Путь коллективизации (1932—1952) Сандовский льновод (1952—1959) За коммунистический труд (1959—1962) Ленинская правда (1965—1992) |
| Верхневолжская правда | Селижаровский район                                                                 | 1931          | ? |
| Сонковский вестник    | Сонковский район                                                                    | 1931          | Дело Октября (1931—1962) Знамя Ильича |
| Спировские известия   | Спировский район                                                                    | 1931          | Колхозная стройка (1931—1960) Ленинское знамя (1960—1962) Коммунистическая стройка (1965—1992) |
| Старицкий вестник     | Старицкий район                                                                     | 1918          | Вестник Старицкого уездного исполнительного комитета Совета солдатских и крестьянских депутатов (1918) Вестник Старицкой коммуны (1918—1919) Плуг и молот (1919—1924) Старицкий льновод (1931) Социалистическое льноводство (1931—1957) Ленинское знамя (1957—1962) Верный путь (1963—1991) |
| Новоторжский вестник  | Торжокский район                                                                    | 1917          | Единение (1917—1918) Известия Новоторжского уездного Совета солдатских, рабочих и крестьянских депутатов (1918) Известия Новоторжского уездного Совета рабочих и крестьянских депутатов (1918—1919) Пламя (1919—1925, 1929—1930) Красный ударник (1930—1932) Знамя ударника (1932—1952) Знамя коммунизма (1952—1962) Вперед (1962—1963) Маяк коммунизма (1963—1991) |
| Торжокская неделя     | Торжокский район                                                                    | 1998          | |
| Мой край              | Торопецкий район                                                                    | 1917          | Известия Торопецкого Совета солдатских, рабочих и крестьянских депутатов (1917—1918) Возрождение (1918) Известия Торопецкого исполнительного комитета Совета рабочих, крестьянских и красноармейских депутатов (1918—1919) Светоч (1920—1926) Октябрь (1931—1962) Знамя труда (1962—1992) |
| Удомельская газета    | Удомельский район                                                                   | 1931          | Призыв Сталина (1931—1956) Путь Октября (1965—1992) |
| Коммунар              | Фировский район                                                                     | 1973 (1935)   | ? |